# (4009) Drobyshevskij
(4009) Drobyshevskij ist ein Hauptgürtelasteroid, der am 13. März 1977 von Nikolai Stepanowitsch Tschernych vom Krim-Observatorium aus entdeckt wurde.
Der Asteroid wurde nach Eduard Michailowitsch Drobyschewski (1936–2012) benannt, einem Physiker und Astrophysiker vom Technologischen Institut Sankt Petersburg.